# Georg Scherman
Knut Georg Achates Scherman, född 9 februari 1899 i Tåsjö, död 15 januari 1978 i Stockholm, var en svensk arkitekt

## Biografi
Efter studentexamen i Umeå 1920 läste Scherman vid Kungliga tekniska högskolan 1921-1925 och Kungliga Konsthögskolan 1927-1929. Han anställdes av Byggnadsstyrelsen och blev 1933 tjänstgörande arkitekt utom stat. Scherman drev egen arkitektfirma i huvudstaden, och från 1935 tillsammans med Bengt Romare. Han verkade som stadsarkitekt: i Sigtuna 1938-1943 och i Solna 1943-1945. Utöver det arbetade han för Axel Wenner-Gren, förutom i Sverige, även på Bahamas och i Florida.

## Verk i urval
- Statens historiska museum, Stockholm, 1935-1940, tillsammans med Bengt Romare.
- Förslag till nytt radiohus i Stockholm, 1945, ej utfört, tillsammans med Bengt Romare.
- Wenner-Grens institut för experimentell biologi, 1938, Stockholms högskola
- Institutet för försäkringsmatematik och matematisk statistik, 1943, vid Stockholms högskola
- Bilverkstad i Laxå, 1953.
- Studentbostadshus, S:t Johannesgatan 12-14, Rundelsgränd 6, Uppsala, 1957.
- Vreten 17, kontors- och industrihus, Västberga allé 11 i Västberga industriområde 1955-1967.
- Brandstation i Solna, 1957.
- Gökstensskolan, Torshälla, 1952.
- Råsundaskolan, Solna, 1953.
- Ekensbergsskolan i Solna, 1958.
- Ängskärrsskolan, Solna, 1962.
- Två paviljonger (annex) till Patent- och Registreringsverkets byggnad, Valhallavägen 136, Stockholm, 1960-1961, tillsammans med Bengt Romare.
- Råsunda kyrka, Solna, 1968.
- Sankt Mikaels kyrka, Södertälje, 1973.
- Stadsplaner och generalplaner i Sigtuna, Solna, Uddevalla m.fl. städer.
- Restaureringar i Gamla stan och på Mariaberget, Stockholm.

## Bilder, verk i urval

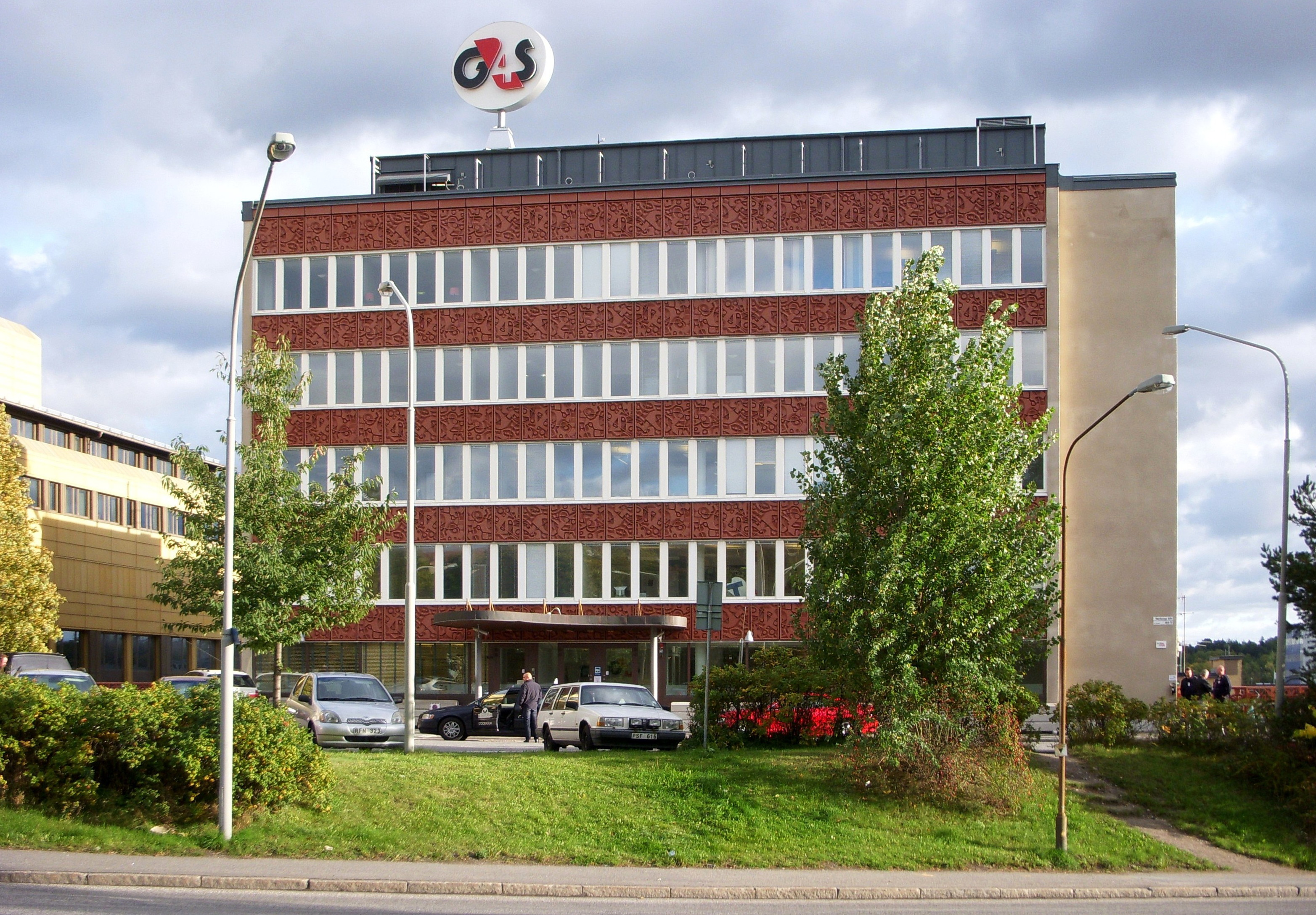
Vreten 17, Västberga allé 11
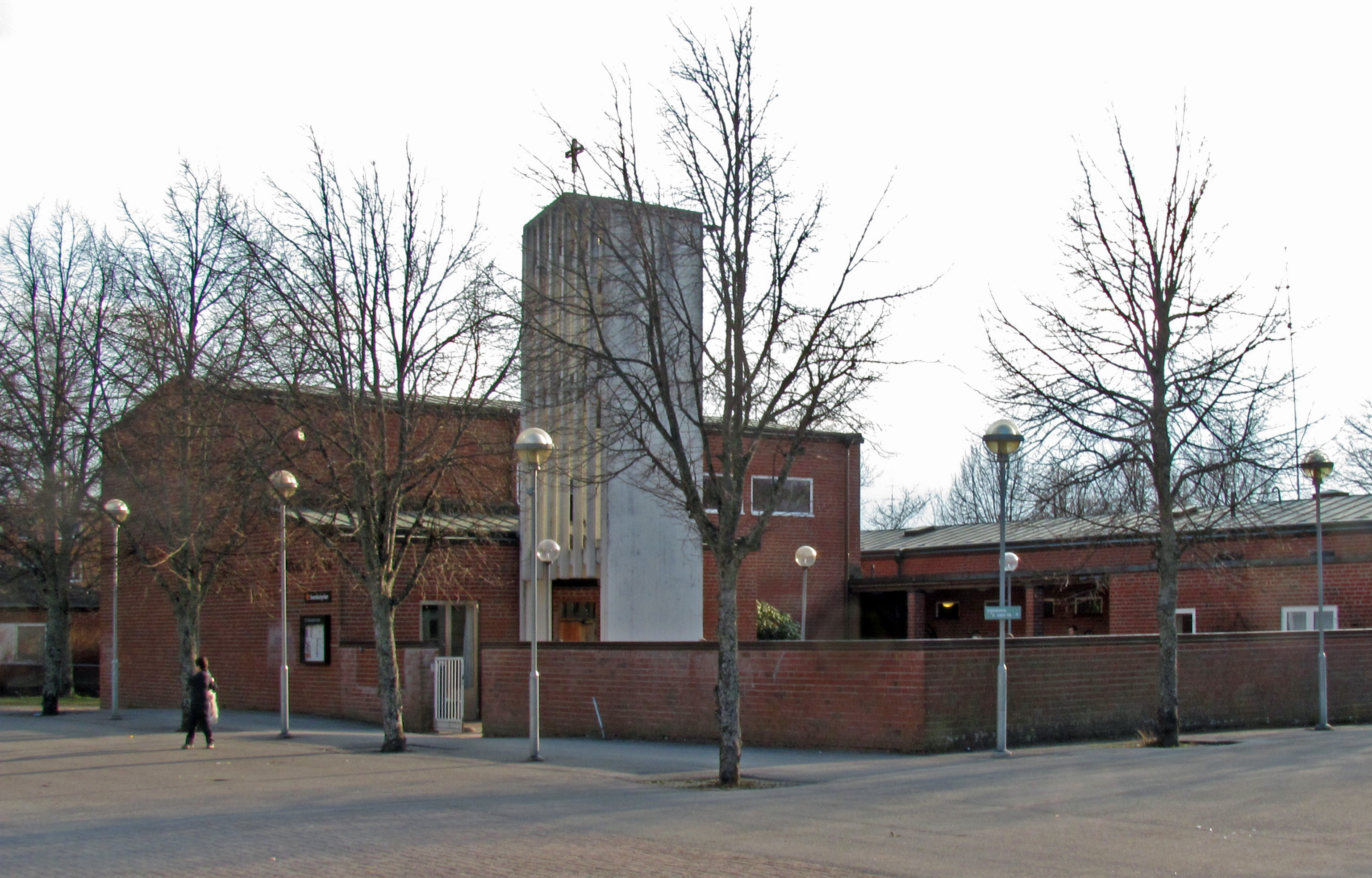
Sankt Mikaels kyrka
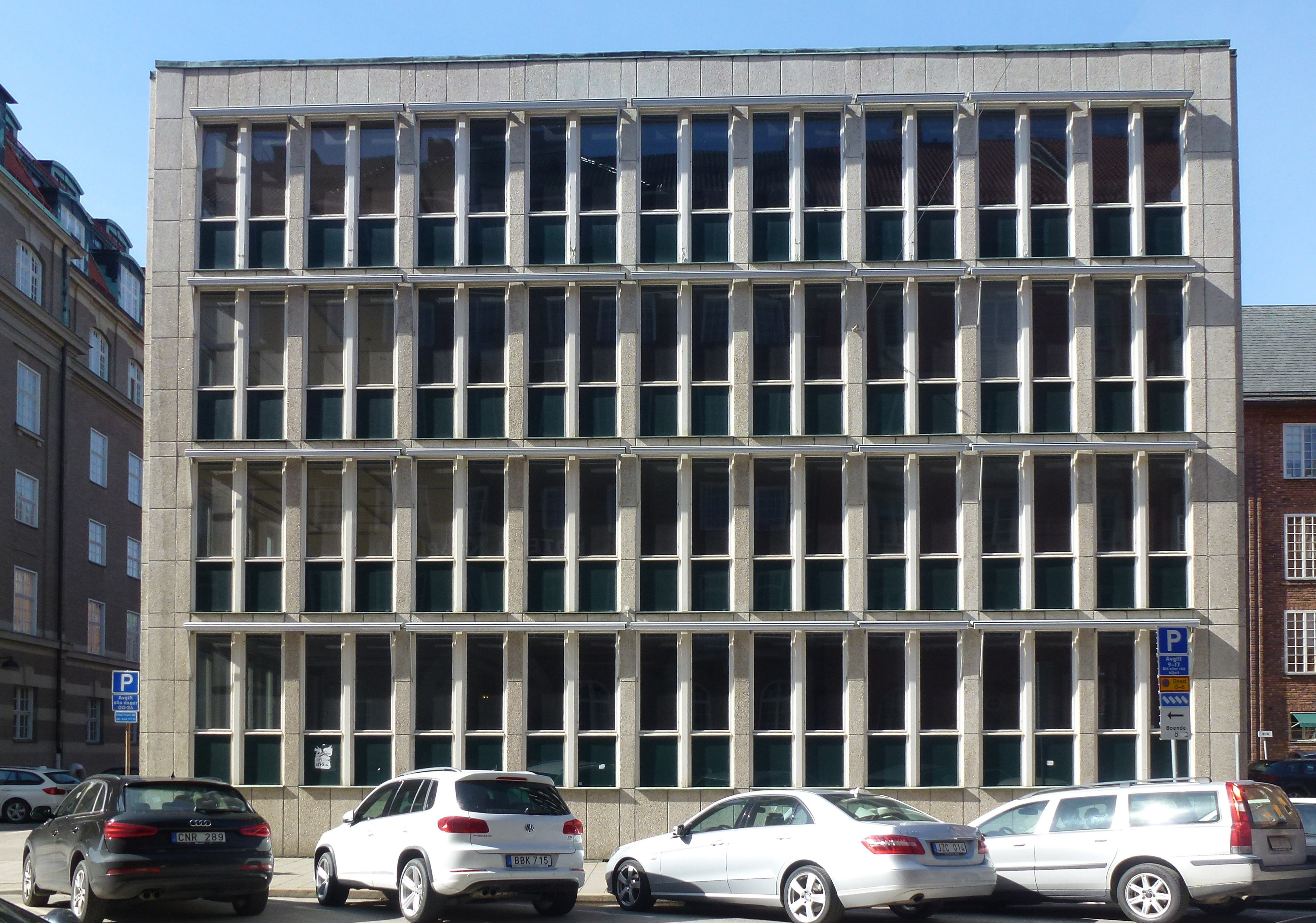
Patentverkets annex
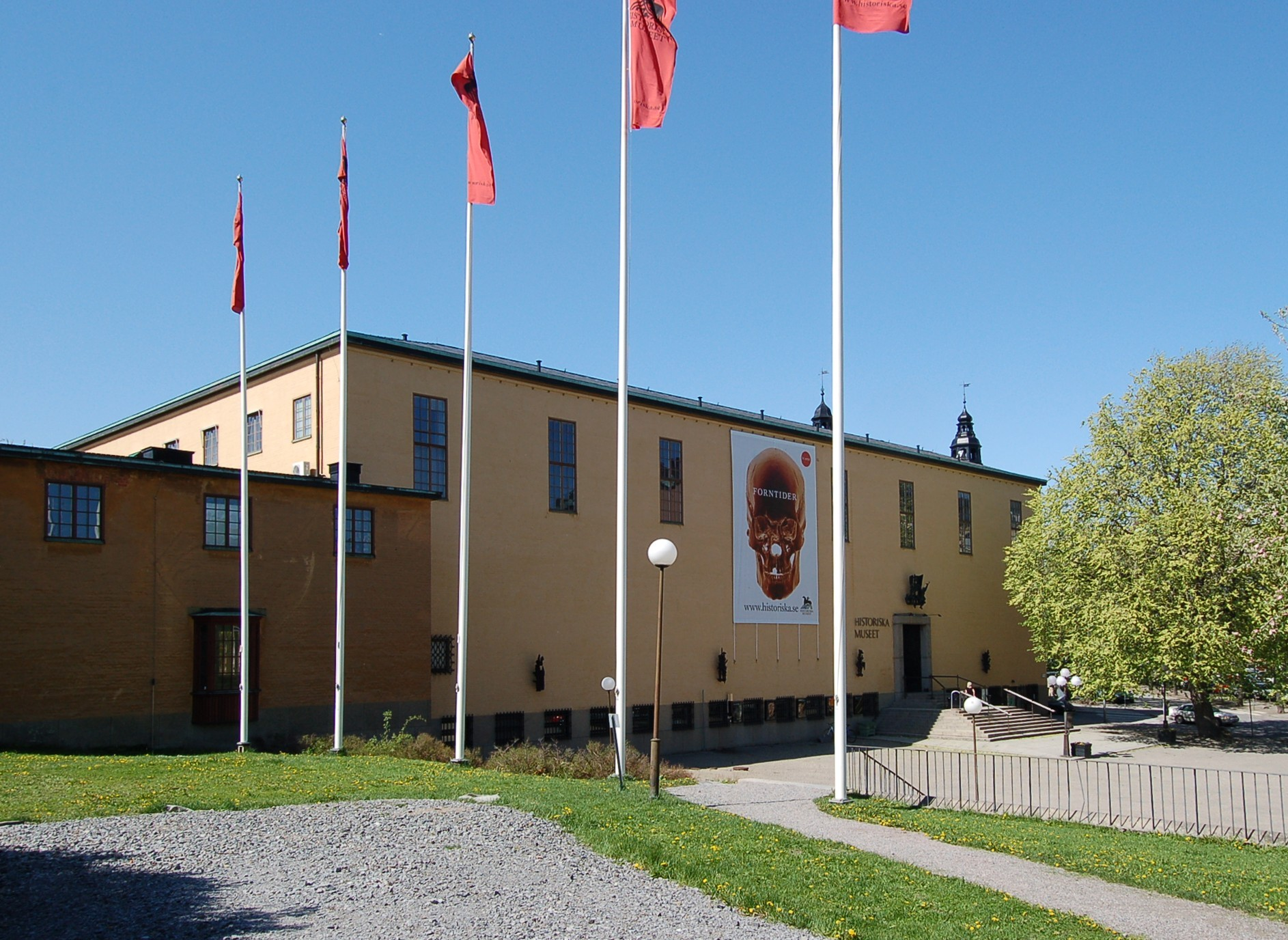
Statens Historiska museum
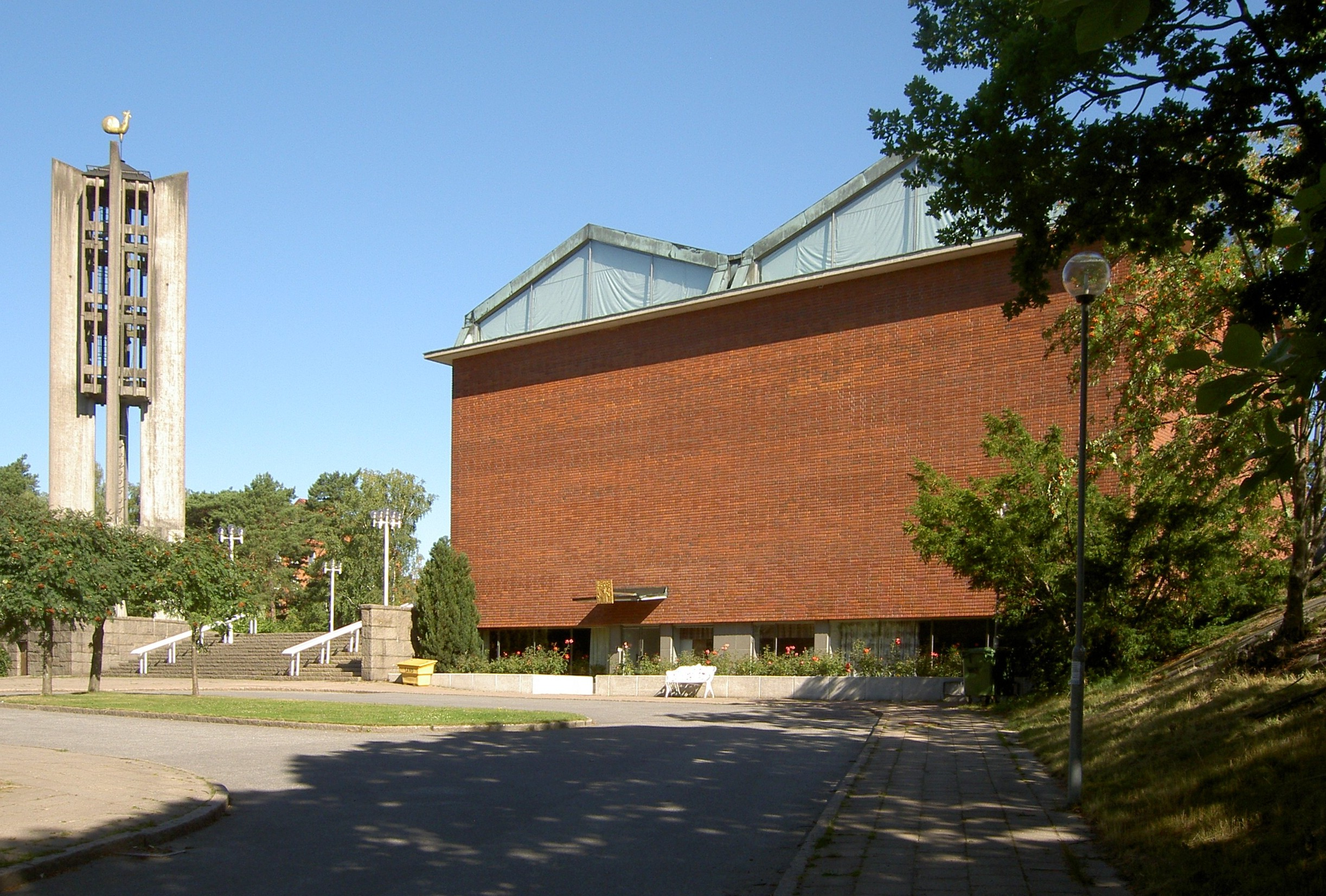
Råsunda kyrka, 2008.